# جوفيكا فيكو
جوفيكا فيكو مواليد 27 فبراير 1978 في جمهورية يوغوسلافيا الاشتراكية الاتحادية، هو لاعب كرة قدم بوسني سابق كان يلعب كمهاجم.

## المسيرة الاحترافية

### أندية لعب لها
- نادي تولوكا
- نادي ماريبور
- رابيد فيينا